# 彩夢芭蕾音樂列表
本列表是動畫《彩夢芭蕾》中所有使用的配樂的列表，包含芭蕾舞劇、歌劇、序曲、組曲、交響樂等等。

## 芭蕾舞劇
- 柴可夫斯基
  - 《天鵝湖》
第一幕：華爾滋(Act.I No.2 Waltz: Tempo di valse) 樂曲連結 （页面存档备份，存于）
第二幕：情景(Act.II No.10 Scène: Moderato) 樂曲連結 （页面存档备份，存于）
第二幕：天鵝之舞(Act.II No.13 Danses des Cygnes - II. Moderato assai) 樂曲連結
第二幕：情境(Act.II No.14 Scène: Moderato) 樂曲連結 （页面存档备份，存于）
第三幕：匈牙利之舞(Act.III No.20 Hungarian Dance: Czardas–Moderato assai, Allegro moderato, Vivace) 樂曲連結 （页面存档备份，存于）
第四幕：終曲(Act.IV No.29 Scène finale: Andante, Allegro, Alla breve, Moderato e maestoso, Moderato) 樂曲連結 （页面存档备份，存于）
  - 《胡桃夾子》
序曲(Overture)─小鴨的主題曲 樂曲連結 （页面存档备份，存于）
第一幕：進行曲(Marche)─托洛麻西亞(小丑作家麻耶)的主題曲 樂曲連結 （页面存档备份，存于）
第二幕：阿拉伯之舞(Arabian Dance) 樂曲連結 （页面存档备份，存于）
第二幕：蘆笛之舞(Reed-Flutes) 樂曲連結 （页面存档备份，存于）
第二幕：花之圓舞曲(Waltz of the Flowers)─千千公主(芭蕾公主千千)的主題曲 樂曲連結 （页面存档备份，存于）
第二幕：糖梅仙子之舞(Dance of the Sugar Plum Fairy)─鳥棠(米道)的主題曲之一 樂曲連結 （页面存档备份，存于）
  - 《睡美人》
序奏與紫丁香仙子之舞(Introduction -Prologue: "The Christening") 樂曲連結 （页面存档备份，存于）
第一幕：華爾滋(Act.II No.6 Grande valse villageoise (a.k.a. The Garland Waltz) 樂曲連結 （页面存档备份，存于）
第一幕：玫瑰舞曲(Act.II No.8 Grand pas d'action—a. Grand adage à la rose) 樂曲連結 （页面存档备份，存于）
第二幕：情景(Act.II No.17 Panorama) 樂曲連結 （页面存档备份，存于）
第三幕：鞋貓與白貓(Act.III No.24 Pas de caractère–Le Chat botté et la Chatte blanche) 樂曲連結 （页面存档备份，存于）

- 普羅科菲耶夫
  - 《灰姑娘》
第二幕：灰姑娘的華爾滋 (Act.II No.37 Waltz-Coda)樂曲連結 （页面存档备份，存于）
第二幕：午夜(Act.II No.38 Midnight) 樂曲連結 （页面存档备份，存于）
  - 《羅密歐與茱麗葉》
序曲 樂曲連結 （页面存档备份，存于）
第一幕：騎士之舞(Act.I No.13 Dance of the Knights) 樂曲連結 （页面存档备份，存于）
第一幕：情景2(Act.I No.19 Balcony Scene) 樂曲連結 （页面存档备份，存于）
第三幕：情景(Romeo and Juliet - Act III Scene I) 樂曲連結 （页面存档备份，存于）

- 阿道夫·亞當
  - 《吉賽爾》
第一幕：吉賽兒的登場(Act.I No.4 Entrée de Giselle) 樂曲連結 （页面存档备份，存于）
第二幕：阿爾伯特的登場(Act.II No.21 Entrée d'Albrecht) 樂曲連結
第二幕：布拉里昂的出場、薇莉們的賦格(Act.II No.23, 24 Entree d'Hilarion, scene et fugue des Wilis - Grand pas de deux) 樂曲連結

- 孟德爾頌
  - 《仲夏夜之夢》
序曲(Overture) 樂曲連結 （页面存档备份，存于）
第二幕：諧謔曲(Entr'acte to Act II Scherzo) 樂曲連結
第五幕：結婚進行曲(Entr'acte to Act V Wedding March)─貓老師的主題曲 樂曲連結 （页面存档备份，存于）
夜想曲(Notturno) 樂曲連結

- 克萊蒙
  - 《柯貝莉亞》(Coppélia) 
第二幕：音樂盒(Act.II No.13 Musique des automates)─艾的(伊蝶爾)的主題曲 樂曲連結 （页面存档备份，存于）
第二幕：人偶華爾滋(Act.II No.16 Scene et Valse de la Poupée) 樂曲連結 （页面存档备份，存于）
第三幕：時之華爾滋(Act.III No.23 Valse des Heures) 樂曲連結 （页面存档备份，存于）

- 洛文斯奇歐德(Herman Severin Løvenskiold)
  - 《仙女》(La Sylphide)
第二幕：終幕(Act II, No.8 – Finale) 樂曲連結 （页面存档备份，存于）

## 歌劇
- 比才
  - 《卡門》(法語)
第一幕：哈巴奈拉詠嘆調(Act.I No.5 Habanera) 樂曲連結 （页面存档备份，存于）
第四幕：序奏與阿拉貢舞曲(Aragonaise, Prelude to Act IV) 樂曲連結 （页面存档备份，存于）

- 華格納
  - 《尼伯龍根的指環》(德語)
諸神的黃昏(Gotterdämerung)
    - 齊格飛的葬禮進行曲(Siegfried's Funeral March) 樂曲連結 （页面存档备份，存于）

  - 《羅恩格林》(德語)
第三幕：前奏曲(Prelude to Act III) 樂曲連結 （页面存档备份，存于）

- 葛令卡
  - 《盧斯蘭與魯蜜拉》(俄語)
序曲 樂曲連結 （页面存档备份，存于）

- 雅克·奧芬巴哈
  - 《天國與地獄序曲》(法語) 樂曲連結 （页面存档备份，存于）

- 史麥塔納
  - 《被出賣的新嫁娘》(捷克語)
序曲 樂曲連結 （页面存档备份，存于）

- 莫札特
  - 《費加洛婚禮》(義大利語)
序曲 樂曲連結 （页面存档备份，存于）

- 鮑羅定
  - 《伊戈尔王子》(俄語)
韃旦人舞曲 樂曲連結 （页面存档备份，存于）

## 組曲
- 比才
  - 《阿萊城的姑娘》
第一組曲 I.序曲(Suite No.1 Overture) 樂曲連結
第一組曲 III.小柔版(Suite No.1 III. Adagietto) 樂曲連結 （页面存档备份，存于）
第二組曲 II.間奏曲(Suite No.2 Op.25 II. Intermezzo) 樂曲連結 （页面存档备份，存于）

- 里姆斯基-科薩科夫
  - 《天方夜譚組曲》 樂曲連結 （页面存档备份，存于）

- 穆索斯基
  - 《展覽會之畫》
走廊(Promenade theme) 樂曲連結 （页面存档备份，存于）
侏儒(Gnomus) 樂曲連結 （页面存档备份，存于）
古堡(The Old Castle) 樂曲連結 （页面存档备份，存于）
杜勒麗花園(Tuileries, Dispute between Children at Play) 樂曲連結 （页面存档备份，存于）
牛車(Bydlo) 樂曲連結 （页面存档备份，存于）
未孵化的小雞之舞(Ballet of the Unhatched Chicks) 樂曲連結 （页面存档备份，存于）
窮富猶太人(Samuel Goldenberg and Schmuÿle) 樂曲連結 （页面存档备份，存于）
地下墓穴(Catacombae) 樂曲連結 （页面存档备份，存于）
雞腳上的小屋(The Hut on Fowl's Legs) 樂曲連結
基輔城門(The Bogatyr Gates) 樂曲連結 （页面存档备份，存于）

- 聖桑
  - 《動物狂歡節》
序曲及獅子進行曲(Introduction et marche royale du lion) 樂曲連結
公雞與母雞(Poules et coqs) 樂曲連結
驢子(Hémiones) 樂曲連結
袋鼠(Kangourous) 樂曲連結
天鵝(Le cygne) 樂曲連結 （页面存档备份，存于）
水族箱(Aquarium) 樂曲連結 （页面存档备份，存于）
終曲(Finale) 樂曲連結 （页面存档备份，存于）

- 伊波里托夫-伊凡諾夫
  - 《高加索素描》(Caucasian Sketches)
山峰的另一面(In The Mountain Pass) 樂曲連結 （页面存档备份，存于）
村莊中(In the Village) 樂曲連結 （页面存档备份，存于）

## 序曲
- 柴可夫斯基
  - 《羅密歐與朱麗葉幻想序曲》 樂曲連結 （页面存档备份，存于）

- 貝多芬
  - 《艾格蒙特序曲》(Egmont Overture) 樂曲連結 （页面存档备份，存于）
  - 《科里奧蘭序曲》─法基亞(華亞)的主題曲 樂曲連結 （页面存档备份，存于）

## 鋼琴作品
- 埃里克·薩蒂(Éric Alfred Leslie Satie)
  - 《吉諾佩蒂第I號》(Gymnopédies I)─古妮露公主(克蕾爾公主)的主題曲 樂曲連結 （页面存档备份，存于）
  - 《吉諾佩蒂第II號》(Gymnopédies II)─古妮露公主(克蕾爾公主)的主題曲 樂曲連結 （页面存档备份，存于）
  - 《吉諾佩蒂第III號》(Gymnopédies III)─古妮露公主(克蕾爾公主)的主題曲 樂曲連結 （页面存档备份，存于）

- 舒曼
  - 《Arabesque》 樂曲連結 （页面存档备份，存于）

- 蕭邦
  - 《降E大調夜曲》(Nocturne In E Flat Major, Op.9 No.2) 樂曲連結 （页面存档备份，存于）
  - 《E大調練習曲》(Études in E-Major "Tristesse," Op.10 no.3) 樂曲連結
  - 《馬祖卡舞曲Op.6 No.1》(Mazurka in F sharp minor Op.6 No.1) 樂曲連結 （页面存档备份，存于）

- 拉威爾
  - 《死公主的孔雀舞曲(鋼琴演奏版)》(Pavane pour une infante défunte) 樂曲連結 （页面存档备份，存于）

- 孟德爾頌
  - 《乘著歌聲的翅膀》(On Wings of Song) 樂曲連結 （页面存档备份，存于）
  - 《無言歌》(Lieder Ohne Worte)
Op.38 no.3 樂曲連結 （页面存档备份，存于）
Op.67 no.4 樂曲連結

- 德布西
  - 《棕髮少女》(La fille aux cheveux de lin) 樂曲連結 （页面存档备份，存于）

- 巴達捷夫斯卡
  - 《少女的祈禱》 樂曲連結 （页面存档备份，存于）

- 莫札特
  - 《A小調鋼琴奏鳴曲》(Rondo in a-minor, K.511) 樂曲連結 （页面存档备份，存于）

- 亨利‧維厄當(Henry Vieuxtemps)
  - 《白日夢Op.22 編號3》(Reverie Op. 22 no 3) 樂曲連結

## 交響詩
- 華格納
  - 《齊格弗里德牧歌》(Siegfried Idyll)─鳥棠(米道)的主題曲之一 樂曲連結 （页面存档备份，存于）

- 聖桑
  - 《骷髏之舞》 樂曲連結 （页面存档备份，存于）

- 弗朗茨·李斯特
  - 《前奏曲》(Les préludes) 樂曲連結 （页面存档备份，存于）

- 穆索斯基
  - 《荒山之夜》(Night on Bald Mountain) 樂曲連結 （页面存档备份，存于）

- 德布西
  - 《牧神的午後前奏曲》(Prélude à l'après-midi d'un faune) 樂曲連結 （页面存档备份，存于）

## 交響曲
- 德弗札克
  - 《新世界交響曲》(Symphony No. 9 in E Minor From the New World, Op. 95, B. 178)
第二樂章 樂曲連結 （页面存档备份，存于）
第三樂章 樂曲連結 （页面存档备份，存于）

- 小約翰·史特勞斯
  - 《藍色多瑙河》(An der schönen blauen Donau op. 314) 樂曲連結 （页面存档备份，存于）

- 鮑羅定
  - 《D大調第二號弦樂四重奏》第三樂章(String Quartet No.2 in D major - III. Notturno, Andante) 樂曲連結 （页面存档备份，存于）

## 外部連結
1. .   [2012-09-28]. （原始内容存档于2012-08-14）. （英文）
2. . （英文）
3. .   [2013-02-18]. （原始内容存档于2019-03-27）. （日語）